# مینستری (گروه موسیقی)
مینستری (به انگلیسی: Ministry) یک گروه اینداستریال متال آمریکایی است که در شیکاگو، ایلینوی، در سال ۱۹۸۱ توسط تهیه‌کننده، خواننده و نوازنده آل یورگنسن تأسیس شد. مینستری در اصل یک گروه سینت پاپ بود و در اواخر دههٔ ۱۹۸۰ به یکی از پیشگامان اینداستریال راک و اینداستریال متال تبدیل شد. ترکیب گروه اغلب تغییر کرده است و یورگنسن تنها عضو اصلی باقی مانده است. نوازندگانی که در استودیو یا فعالیت‌های زنده گروه مشارکت داشته‌اند عبارتند از خوانندگان نیوک اوگر، کریس کانلی، گیبی هاینز، برتون سی. بل و جلو بیافرا، نوازندگان گیتار مایک اسکاچیا، تامی ویکتور و سزار سوتو، نوازندگان بیس پل بارکر، پل ریون، جیسون کریستوفر، تونی کامپوس و پل دامور، درامرها جیمی دی‌گراسو، بیل ریفلین، مارتین اتکینز، ری واشام، مکس برودی، جوی جوردیسون و روی مایورگا، کیبورد جان بچدل، و رپرها و تهیه‌کنندگان دی جی سوامپ و شاهزاده عربی.
مینستری در اواخر دههٔ ۱۹۸۰ و اوایل دههٔ ۱۹۹۰ با سه آلبوم استودیویی خود به موفقیت تجاری دست یافت: سرزمین تجاوز و عسل (۱۹۸۸)، ذهن چیز وحشتناکی برای طعم دادن است (۱۹۸۹) و مزمور ۶۹ (۱۹۹۲). دو مورد اول دارای گواهی‌نامهٔ طلا بودند در حالی که مزمور ۶۹ توسط انجمن موسیقی آمریکا گواهی پلاتین دریافت کرد. پس از مزمور ۶۹، خوک کثیف (۱۹۹۶)، که یک حرکت سبک برای گروه بود، و مینستری بالاترین جایگاه خود را در بیلبورد ۲۰۰ در رتبهٔ نوزدهم به دست آورد، اگرچه با استقبال متفاوتی از سوی منتقدان مواجه شد و آغازی برای افول تجاری گروه بود. پاسخ ضعیف به آلبوم بعدی آنها، سمت تاریک قاشق (۱۹۹۹)، باعث شد برادران وارنر مینستری را از این ناشر کنار بگذارد و گروه در اوایل دههٔ ۲۰۰۰، زمانی که یورگنسن پس از سال‌ها سوءمصرف مواد وارد مرکز توانبخشی شد، وارد وقفهٔ طولانی شد.
پس از بهبودی یورگنسن، مینستری در سال ۲۰۰۳ با آنیموزیتزومینا ظاهر شد، که معلوم شد آخرین آلبوم آنها با پل بارکر است که در همان سال پس از نزدیک به دو دهه به عنوان عضو رسمی، گروه را ترک کرد. مینستری به سبک ترش/اینداستریال مزمور ۶۹ بازگشت و سه آلبوم در انتقاد از رئیس‌جمهور وقت ایالات متحده، جورج دبلیو بوش با نام‌های «سه‌گانهٔ بوش» منتشر کرد: خانه‌های مول (۲۰۰۴)، خون ریو گراند (۲۰۰۶) و آخرین مکنده (۲۰۰۷)؛ این آلبوم‌ها به‌طور مؤثری حیات تجاری گروه را احیا کردند. اگرچه آخرین مکنده در ابتدا قرار بود آخرین آلبوم گروه باشد، مینستری در سال ۲۰۱۱ اصلاحات را انجام داد و آلبوم بازگشت را در سال بعد منتشر کرد. در ۲۳ دسامبر ۲۰۱۲، مایک اسکاچیا، یکی از همکاران قدیمی آنها در گیتار، بر اثر سکته قلبی درگذشت، و کارهای او پس از مرگ در آلبوم بعدی مینستری، از آبجو تا ابدیت (۲۰۱۳)، که قرار بود آخرین آلبوم آنها باشد، ظاهر شد، همان‌طور که یورگنسن فکر می‌کرد مرگ او پایان گروه بود. با وجود این، مینستری از آن زمان تاکنون سه آلبوم دیگر منتشر کرده است، آمریکانت (۲۰۱۸)، بهداشت اخلاقی (۲۰۲۱) و هوپیوم برای توده‌ها (۲۰۲۴)، در حالی که مذاکرات آزمایشی برای جدایی دوم گروه، پس از حداقل یک آلبوم دیگر، از سال ۲۰۲۲ آغاز شده است.
گروه نامزد شش جایزه گرمی شده و در چندین جشنوارهٔ موسیقی اجرا کرده است، از جمله دومین تور سالانه لالوپالوزا در سال ۱۹۹۲، عنوان مشترک روز بزرگ در سال ۱۹۹۵ و سه بار اجرا در جشنوارهٔ وکن اوپن ایر (در سال‌های ۲۰۰۶، ۲۰۱۲ و ۲۰۱۶).

## تاریخچهٔ گروه

### شکل‌گیری و روزهای اولیه (۱۹۸۲–۱۹۸۱)
خاستگاه مینستری به سال ۱۹۷۸ برمی‌گردد، زمانی که یورگنسن از دنور به شیکاگو نقل مکان کرد تا در دانشگاه ایلینوی شیکاگو تحصیل کند. او توسط دوست دختر وقتش به صحنهٔ زیرزمینی محلی معرفی شد و در سال ۱۹۷۹ جایگزین تام هافمن در گیتار در گروه Special Affect، یک گروه پست پانک شد که خوانندهٔ آن فرانک ناردیلو (گرووی مان از گروه My Life with Thrill Kill Kult) بود. درامر هری رشاکوف (Concrete Blonde) و مارتی سورنسون نوازندهٔ بیس. پس از جدایی از Special Affect در سال ۱۹۸۰، یورگنسن یک گروه کوتاه مدت به نام Silly Carmichaels را تشکیل داد که اعضای گروه The Imports در آن حضور داشتند و دو برنامه اجرا کردند.
در سال ۱۹۸۱، یورگنسن با جیم نش و دنی فلشر، از بنیانگذاران و صاحبان شرکت موسیقی مستقل و فروشگاه واکس تراکس! رکوردز آشنا شد که او را به عنوان یک نوازندهٔ گیتار تور برای دیواین توصیه کردند. پس از اجرای چند کنسرت با دومی، یورگنسن شروع به نوشتن و ضبط آهنگ در آپارتمان خود کرد، با استفاده از یک سینث‌سایزر ARP Omni که به تازگی خریداری شده بود، یک ماشین درام، و یک ضبط صوت حلقه به حلقه. او دمویی را به جیم نش ارائه کرد که به یورگنسن پیشنهاد کرد یک تک‌آهنگ ضبط کند و یک گروه در حال تور تشکیل دهد که یورگنسن تصمیم گرفت آن را مینستری بنامد.
اولین گروه مینستری شامل رابرت رابرتز و جان دیویس کیبورد، سورنسون نوازندهٔ بیس و استفن جورج درامر بود. یورگنسن چندین خواننده را تست کرد که همه آنها راضی کننده نبودند، بنابراین تصمیم گرفت خودش آواز اجرا کند. نش جلسات ضبط را در استودیوهای هدن وست خریداری کرد که منجر به یک تک‌آهنگ دوازده اینچی با «دارم سقوط می‌کنم» و آهنگ ابزاری «اولیه» در سمت اول، با آهنگ «زندگی سرد» در سمت دوم شد. این ضبط توسط جی اورورک و آیین برگس تولید شد و در اواخر سال ۱۹۸۱ در واکس تراکس! در ایالات متحده منتشر شد. در مارس ۱۹۸۲، این تک‌آهنگ توسط ناشر بریتانیایی Situation Two، با «زندگی سرد» به‌عنوان سمت اول مجوز دریافت کرد.
مینستری اولین کنسرت خود را در ۱ ژانویه ۱۹۸۲ در باشگاه میسفیتس شیکاگو اجرا کرد، و در بهار، تور شمال شرق و غرب میانه را با حمایت از گروه‌های Medium Medium و A Flock of Segulls و Culture Club و دپش مد آغاز کرد. در همین حال، تک‌آهنگ «دارم سقوط می‌کنم / زندگی سرد» در جدول مجلهٔ بیلبورد هات دنس/دیسکو با تقریباً ۱۰۰۰۰ نسخه تا سپتامبر ۱۹۸۲ به رتبهٔ ۴۵ رسید: 54  و به این ترتیب اولین ضربهٔ واکس تراکس! به ثمر رسید. ایمی من ترانه‌سرا در اوایل دههٔ ۸۰ با مینستری اجرا می‌کرد.

### آلبوم با همدردی و بعداً تک‌آهنگ‌های واکس تراکس! (۱۹۸۵–۱۹۸۳)
موفقیت اولیهٔ گروه توجه مؤسس و مدیر اجرایی اریستا رکوردز، کلایو دیویس را به خود جلب کرد، که به آنها پیشنهاد داد و قول داد که آنها را «جوی دیویژن بعدی» بسازد - قولی که بعدها یورگنسن آن را گمراه کننده دانست. با امضای قراردادی شش نفره و دو آلبوم، گروه - با یورگنسن و جورج که ترکیب رسمی را تشکیل می‌دهند - برای ضبط در استودیو Syncro Sound در بوستون با تهیه‌کنندگان وینس الی (درامر سابق گروه Psychedelic Furs) و ایان تیلور (دستیار سابق روی توماس بیکر)، و همچنین نوازندگان کیبورد رابرتز و دیویس به عنوان نوازندگان جلسه، نقل مکان کردند.
یک تک‌آهنگ ۱۲ اینچی حاوی آهنگ «همان جنون قدیمی» ضبط و برای انتشار به همراه موزیک ویدیوی آن برنامه‌ریزی شد. با این حال، «همان جنون قدیمی» - هم آهنگ و هم ویدئو - تا سال ۲۰۱۴ ظاهر نشد؛ در عوض، «برای عشق کار کن» در ژانویه ۱۹۸۳ منتشر شد و در جدول هات دنس/دیسکو به رتبهٔ ۲۰ رسید. اولین آلبوم مینستری، با عنوان با همدردی (همچنین به عنوان برای عشق کار کن در اروپا شناخته می‌شود)، در همین زمان به پایان رسید و در ماه مه منتشر شد و به شمارهٔ ۹۴ در بیلبورد ۲۰۰ رسید. در زمان انتشار، این آلبوم توسط دو تک‌آهنگ دیگر پشتیبانی شد: «انتقام» (با یک موزیک ویدیو که تا حدی از «همان جنون قدیمی» بازسازی شده است) و «من می‌خواستم به او بگویم» (نسخهٔ بازسازی‌شده «اولیه»)، و یک قطعهٔ دیگر تور کنسرت با گروه پلیس در طول دورهٔ آمریکای شمالی از تور همزمانی. در طول این مدت، یورگنسن با اعضای گروه Blackouts مستقر در سیاتل - یعنی پل بارکر، نوازندهٔ بیس و بیل ریفلین درامر، و همچنین مدیر وقت آنها پتی مارش، که بعداً از سال ۱۹۸۴ تا ۱۹۹۵ همسر یورگنسن شد، ملاقات کرد.
علیرغم موفقیت آلبوم با همدردی، روابط یورگنسن با آریستا سخت بود. در نهایت، یورگنسن یک نوار نمایشی را ارسال کرد که شامل نسخهٔ جلد آهنگ «همان صحنه قدیمی» از گروه راکسی میوزیک بود، قبل از جدایی از آریستا و شکایت از آریستا به دلیل نقض تعهدات قراردادی. از آن زمان، یورگنسن نسبت به دوران با همدردی ابراز بیزاری می‌کند، اغلب توضیحات متفاوت (و به‌طور گسترده متضاد) برای ضدیت خود ارائه می‌دهد. در مصاحبه‌ای در سال ۲۰۰۴ که توسط مارک پریندل انجام شد، یورگنسن گفت که پس از امضای قرارداد با آریستا، تمام کنترل هنری مینستری به نویسندگان و تهیه‌کنندگان دیگر واگذار شد. یورگنسن در زندگینامهٔ خود در سال ۲۰۱۳ توضیح متفاوتی ارائه کرد و گفت که توسط مدیریت آریستا تحت فشار قرار گرفته است تا آهنگ‌های موجود خود را به سبک محبوب آن زمان سینت پاپ تولید کند تا آنها را از نظر تجاری دلپذیرتر کند. با این حال، در دههٔ ۱۹۸۰، یورگنسن گفت که وقتی موسیقی هاردکور را کشف کرد، مسیر موسیقی او به سادگی تغییر کرد؛ یورگنسن این نکته را در سال ۲۰۱۲، و بار دیگر در سال ۲۰۱۸ تکرار کرد. در سال ۲۰۱۹، او اظهار داشت که ضبط «خوب» است، فقط می‌توانست بدون دخالت شرکت ضبط بسیار بهتر باشد. در سال ۲۰۲۱، یورگنسن این داستان را دوباره زنده کرد که آریستا کنترل کامل فرایند تولید و ترانه‌سرایی را به دست گرفت، یورگنسن را مجبور کرد موهایش را کوتاه کند و کمد لباسی از پوست کوسه برای او بخرند، و این بار این برچسب را اضافه کرد که می‌خواهند مینستری مانند گروه وام! به نظر برسد! (گروهی که تا سال ۱۹۸۴ در ایالات متحده موفق نبودند: یک سال پس از انتشار با همدردی). یورگنسن لهجه انگلیسی نادرستی را برای تمام آهنگ‌های آلبوم فرض می‌کند، که بعداً نیز از آن بیزاری می‌کند، اگرچه پتی مارش در مصاحبه‌ای در سال ۲۰۱۳ اظهار داشت: «... لهجهٔ انگلیسی بیشتر از هر چیز دیگری ادای احترام به گروه‌هایی بود که او دوست داشت. او در تلاش نبود تا به عنوان بریتانیایی ظاهر شود. استونز از لهجهٔ جنوبی استفاده می‌کرد و هیچ‌کس برای این کار از لهجهٔ خود استفاده نمی‌کرد.» توضیحی که خود یورگنسن نیز در مصاحبه قبلی در سال ۱۹۸۳ با ریچارد اسکینر داده بود.
یورگنسن که از آریستا رفت، با مینستری در واکس تراکس! در اواسط سال ۱۹۸۴ بازگشت. در حالی که به عنوان صندوقدار در فروشگاه واکس تراکس! کار می‌کرد، او به ضبط مطالب جدید ادامه داد. در پاییز ۱۹۸۴، مینستری تور جدیدی را با ترکیبی جدید آغاز کرد که توسط گروه دنس اینداستریال بلژیکی Front 242 حمایت می‌شد. در طول این تور، سیمور استاین، یکی از مالکان سایر رکوردز در چندین کنسرت شرکت کرد و به گروه پیشنهاد داد. یورگنسن، با یادآوری تجربه منفی خود با آریستا، بارها نپذیرفت، اما در نهایت با این شرط موافقت کرد که سایر رکوردز منابعی برای حمایت از واکس تراکس! فراهم کند؛ همان‌طور که یورگنسن می‌گوید، «این یک نوع فداکاری شخصی بود که آن شرکت را حفظ کنیم و به آنها اجازه دهیم که به عقد قرارداد با گروه‌های موسیقی ادامه دهند.» جورج بلافاصله پس از این تور، مینستری را ترک کرد، و با یورگنسن در مورد افزایش استفاده از دستگاه‌های درام موافق نبود، و گروه کوتاه مدت Colortone را تشکیل داد، و خیلی بعد، به دنبال یک سابقهٔ کار مهندسی مینستری در طول تابستان ۱۹۸۵ چندین تک‌آهنگ منتشر کرد - «همه روز»، «(هر روز است) هالووین» و «طبیعت عشق»، و همچنین یک نسخهٔ مجدد از «زندگی سرد» - که به عنوان اولین تلاش یورگنسن ذکر شد. در تزریق عناصر اینداستریال به صدای مینستری در ابتدا طرف دوم در تک‌آهنگ «همه روز»، «... هالووین» به عنوان یک سرود گوت شبیه «مردۀ بلا لوگوسی» گروه باهاوس مشاهده شد. «طبیعت عشق» که در ژوئن ۱۹۸۵ منتشر شد، آخرین تک‌آهنگ مینستری در واکس تراکس! شد؛ در ژوئیه ۱۹۸۵، گروه با امضای سایر رکوردز نشان داده شد.

### توییچ (۱۹۸۷–۱۹۸۵)
اولین انتشار مینستری با همراهی سایر رکوردز/وارنر براز تک‌آهنگ «بالای شانه» در سال ۱۹۸۵ بود، قبل از انتشار دومین آلبوم استودیویی گروه، توییچ، در مارس ۱۹۸۶. توییچ تا حد زیادی در استودیو جنوبی لندن و Hansa Tonstudio در برلین غربی در سال ۱۹۸۵ ضبط و میکس شد، با مالک On-U Sound Records، آدریان شروود و یورگنسن وظایف تولید مشترک داشتند. علیرغم مشارکت چندین نفر دیگر (یعنی لوک ون آکر خوانندهٔ بلژیکی و کیث لبلانک، هم گروه شروود در Tackhead)، مطالب آلبوم عمدتاً توسط یورگنسن که به عنوان تنها عضو گروه ذکر شده است، اجرا شد. برخی از مطالب، که در طول جلسات توییچ ضبط شد، بعداً برای پروژه‌های دیگر لبلانک و شروود مورد استفاده قرار گرفت، که برجسته‌ترین آنها آلبوم انفرادی نقص عمده لبلانک بود.
در زمان انتشار، توییچ به شمارهٔ ۱۹۴ در بیلبورد ۲۰۰ رسید و توسط یک تور ایالات متحده و کانادا پشتیبانی شد. یورگنسن گروه جدیدی از تورها را جمع‌آوری کرد که شامل رولند بارکر در کیبورد، پل بارکر بیس و بیل ریفلین در درام بود. توییچ نقدهای متفاوتی دریافت کرد و رابرت کریستگاو منتقد موسیقی اظهار داشت: «کلون‌های آنگلودیسکو شیکاگو با آدریان شروود مرتکب آنگلودیسکو ملاقات می‌کنند و به سرعت خود را با مبادله با ویپی بر آرتی بهبود می‌بخشند». با این وجود، این آلبوم به عنوان یک نقطهٔ محوری در ترانه‌شناسی گروه در نظر گرفته شد، زیرا نشان دهندهٔ تغییرات مداوم در صدای مینستری بود. در انتشارات بعدی، یورگنسن شروود را به خاطر دادن امتیاز تهاجمی به موسیقی و ارائهٔ مشاوره تولید نسبت داد، اما این ضبط را تحت تأثیر آدریان شروود دانست.

### موفقیت بزرگ (۱۹۹۳–۱۹۸۸)
پس از توییچ، پل بارکر همکار اصلی یورگنسن در مینستری شد. تا زمان خروج، او تنها فردی بود که به‌عنوان عضوی از گروه غیر از یورگنسن شناخته می‌شد. یورگنسن پس از آن که نواختن گیتار الکتریک را از سر گرفت، تغییر قابل توجه دیگری در صدای مینستری ایجاد کرد. با ریفلین در طبل، مینستری سرزمین تجاوز و عسل (۱۹۸۸) را ضبط کرد. این آلبوم به موفقیت خود در صحنهٔ موسیقی زیرزمینی ادامه داد. سرزمین تجاوز و عسل از سینث سایزرها، کیبوردها، حلقه‌های نوار، دستگاه‌های درام چکش‌کوب، دیالوگ‌های گزیده‌شده از فیلم‌ها، پردازش الکترونیکی غیرمتعارف و در بخش‌هایی از گیتار الکتریک و بیس سنگین تحریف‌شده استفاده می‌کرد.
این آلبوم توسط یک تور در سال ۱۹۸۸ و تک‌آهنگ‌ها و نماهنگ‌های «کلاله» و «فلاش بک» پشتیبانی شد. «کلاله» همچنین در یک صحنهٔ کلیدی در فیلم سخت‌افزار ریچارد استنلی در سال ۱۹۹۰ استفاده شد، اگرچه گروه نمایش داده شده در حال اجرای این آهنگ، گروه Gwar بود.
آلبوم بعدی، ذهن چیز وحشتناکی برای طعم دادن است، در سال ۱۹۸۹ منتشر شد. به دلیل ماهیت پیچیده درام سازی آلبوم، درامر دوم به نام مارتین اتکینز (که قبلاً از گروه‌های Public Image Ltd. و کیلینگ جوک بود) استخدام شد. علاوه بر اتکینز، یک گروه تور ده نفره تشکیل شد که شامل کریس کانلی (کیبورد و خواننده)، خوانندهٔ گروه Skinny Puppy نیوک اوگر (خواننده و کیبورد)، جو کلی (خواننده و بک خواننده) و گیتاریست‌ها مایک اسکاچیا، تری رابرتز از گروه دیسچارج، و ویلیام تاکر، با یورگنسن، پل بارکر و ریفلین به عنوان اعضای اصلی گروه خدمت می‌کنند. این تور در موردی که دوست نداشتید ظاهر شوید مستند شده است. دو قطعهٔ آغازین، «سوزاندن درون» و «دزدها» به عنوان یک تک‌آهنگ تجاری منتشر شد. «سوزاندن درون» با موزیک ویدیو همراه شد.
پس از اتمام تور Revolting Cocks در اوایل سال ۱۹۹۱، یورگنسن و هم گروه‌هایش کار بر روی دنبالهٔ ذهن… را آغاز کردند. در استودیوهای شیکاگو تراکس!، در میان مشکلات ناشی از افزایش مصرف مواد. [۵۸] در این جلسات اولیه، گیبی هاینز از بات‌هول سرفرز آوازهایی را برای چیزی که به «Jesus Built My Hotrod» تبدیل شد، ضبط کرد که تا اواسط ژوئیه ۱۹۹۲ با تقریباً ۱۲۸۰۰۰ نسخه در رتبهٔ ۱۹ جدول آهنگ‌های مدرن راک قرار گرفت. این آلبوم اولین و بزرگ‌ترین موفقیت تجاری مینستری به حساب می‌آید، و انتظارات قابل توجهی را برای آلبوم آینده آنها ایجاد کرد، سپس با عنوان نوارهای خشم. در تلاش برای فاصله گرفتن از مواد مخدر و یافتن چشم‌اندازی تازه، گروه از شیکاگو به لیک جنوا، ویسکانسین نقل مکان کرد تا به مدت ده هفته در استودیوهای رویال رکوردرز ضبط کند. پس از در نظر گرفتن جلسات ویسکانسین یک «شست و شو»، آنها به شیکاگو بازگشتند تا آلبوم را تکمیل کنند - که اکنون با عنوان مزمور ۶۹: راه موفقیت و راه مکیدن تخم مرغ، پس از فصلی از کتاب دروغ‌های آلیستر کراولی - در اوایل نامگذاری شده است، مه ۱۹۹۲، با تنها ۹ آهنگ از حدود ۳۰ آهنگ نوشته شده برای نمایش انتخاب شدند. این آلبوم تحت تأثیر اسپید متال و ترش متال قرار گرفت و اغلب توسط طرفداران و منتقدان به عنوان سریعترین ضبط آنها توصیف می‌شود. آلبوم در ۱۴ ژوئیه ۱۹۹۲ منتشر شد و در جدول بیلبورد ۲۰۰ در رتبهٔ ۲۷ قرار گرفت. بلافاصله پس از آن، مینستری دعوت شد تا عنوان دومین تور جشنوارهٔ لالوپالوزا را با گروه‌های پرل جم، رد هات چیلی پپرز و ساوندگاردن، در میان دیگران، پیش از شروع تور اروپا و ایالات متحده، با هلمت و سپولترا به عنوان اقدامات حمایتی آغاز کند.

### سال‌های میانی، آشفتگی و اعتیاد به مواد مخدر یورگنسن (۲۰۰۱–۱۹۹۴)
در اکتبر ۱۹۹۴، مینستری در هشتمین کنسرت خیریه Bridge School Benefit، با مجموعه‌هایی از آهنگ‌های کاور (که برجسته‌ترین آنها «لی لیدی لی» اثر باب دیلن بود و یک آهنگ اصلی، «پیزلی» که قرار بود در آلبوم بعدی آنها باشد، اجرا کرد. پس از ساخت یک استودیو در آستین، تگزاس در سال ۱۹۹۳، گروه اقدام به ضبط یک آلبوم جدید در ژوئیه ۱۹۹۴ کرد. پس از امتناع از اجرای درام در «لی لیدی لی»، ریفلین در اواسط مراحل ضبط، راه خود را با یورگنسن جدا کرد. همراه با ری واشام (قبلاً از گروه‌های Scratch Acid و Didjits و Rapeman) که به تازگی استخدام شده بود، که بقیهٔ کارهای درام آلبوم را اجرا کرد، مینستری در ژانویه ۱۹۹۵ به عنوان یکی از سرفصل‌های جشنوارهٔ تور استرالیا و نیوزلند در جشنوارهٔ روز بزرگ اجرا کرد. علیرغم موفقیت روزافزون آنها، مینستری به دلیل مشکلات مواد مخدر تقریباً از مسیر خارج شد و در اوت ۱۹۹۵ یک سری دستگیری به دنبال داشت. فیلم خوک کثیف که در استودیو شیکاگو تراکس تکمیل شد، در سال ۱۹۹۶ منتشر شد. از نظر موسیقایی، خوک کثیف بیشتر هوی متال بود تا اینداستریال، با سینت سایزرها و نمونه‌ها عمدتاً از ترکیبی که بر سازهای هارد راک معمولی متمرکز بود، حذف شده بودند.
آهنگ‌های آلبوم عمدتاً با سرعت کمتری نسبت به آهنگ‌های سه ال‌پی قبلی‌شان پخش می‌شدند، که به آن حس دوم متال می‌داد. خوک کثیف با تک‌آهنگ‌ها/ویدئوهای «بارگذاری مجدد»، «پاییز»، «لی لیدی لی» و «پنجره‌های آجری» و با یک تور در سال ۱۹۹۶ پشتیبانی شد (اجراهای زنده بعداً در آلبوم اسفنگتور و دی وی دی در سال ۲۰۰۲ گلچین شدند). یورگنسن متعاقباً گفته است که در این دوره به شدت افسرده بوده است، که خوک کثیف این را منعکس می‌کند، و او از اجرای موسیقی از خوک کثیف متنفر است.
مینستری آخرین آلبوم استودیویی خود را برای وارنر رکوردز، سمت تاریک قاشق (۱۹۹۹) ضبط کرد که آن را به ویلیام تاکر تقدیم کرد، که اوایل همان سال خودکشی کرد. برای سمت تاریک قاشق، مینستری تلاش کرد تا صدای آن‌ها را با افزودن برخی لمس‌های ملودیک و مصنوعی به صدای معمولی الکترو-متال خود، همراه با برخی تأثیرات جاز، متنوع کند، اما این آلبوم، چه از نظر انتقادی یا تجاری، مورد استقبال قرار نگرفت. با این حال، تک‌آهنگ «خون بد» در آلبوم موسیقی متن ''ماتریکس'' ظاهر شد و نامزد دریافت جایزهٔ گرمی در سال ۲۰۰۰ شد. در این دوره، یورگنسن یک انگشت عفونی پا را پس از پا گذاشتن تصادفی روی یک سوزن زیرپوستی دور انداخته شده، قطع کرد.
در تابستان ۲۰۰۰، مینستری به جشنوارهٔ آزفست آن سال دعوت شد. در میان تغییر مدیریت، آنها از لایحه حذف شدند و گروه سول‌فلای جایگزین آنها شدند.
پس از اینکه مینستری در سال ۲۰۰۰ از برادران وارنر کنار گذاشته شد، این ناشر در سال ۲۰۰۱ مجموعهٔ Greatest Fits را منتشر کرد که در آن آهنگ جدیدی به نام «چه در مورد ما؟» بود. مینستری بعداً این آهنگ را در یک ظاهر کوتاه در فیلم استیون اسپیلبرگ هوش مصنوعی اجرا کرد. در سال‌های ۲۰۰۰ تا ۲۰۰۲، اختلافات با رکوردهای برادران وارنر منجر به لغو آلبوم‌های زندهٔ برنامه‌ریزی شده مزمور ۶۹ زنده، اسفنگتور و ClittourUS در Ipecac Recordings شد. اسفنکتور در سنکچوئری رکوردز منتشر شد.

### بهبودی یورگنسن از اعتیاد به مواد مخدر و بازگشت (۲۰۰۷–۲۰۰۱)
در حدود سال ۲۰۰۱، یورگنسن تقریباً بازوی خود را از دست داد که توسط یک عنکبوت سمی گزیده شد. به اعتراف خودش، یورگنسن در این دوره قصد خودکشی داشت و تصمیم گرفت با یکی از آشنایانش که سالها قبل با او آشنا شده بود تماس بگیرد. آشنا، آنجلینا لوکاسین، به یورگنسن کمک کرد تا عادت مواد مخدر خود را ترک کند، که شامل هروئین و کوکائین «اسپیدبال»، کراک، ال اس دی، انواع داروها و روزانه دو بطری پر ویسکی بوش میلز بود (لوکاسین و یورگنسن بلافاصله پس از آن با هم ازدواج کردند). . یورگنسن و بارکر، همراه با مکس برودی که به عنوان نوازندهٔ ساکسیفون برای تور سال ۱۹۹۹ ملحق شده بود، در سال‌های ۲۰۰۱ و ۲۰۰۲ روی ساخت آهنگ‌هایی برای یک آلبوم جدید تمرکز کردند و گروه در سال ۲۰۰۳ آنیموزیتزومینا را در سنکچوئری رکوردز منتشر کرد. صدا به شدت هوی متال با جلوه‌های صوتی بود، اگرچه یک جلد تقریباً پاپ از گروه مگزین «نور از من می‌ریزد» را داشت. آنیموزیتزومینا، در مقایسه با نسخه‌های قبلی، فروش ضعیفی داشت و تک آهنگ‌های «خصومت» و «Piss» قبل از انتشار لغو شدند.
بارکر در ژانویه ۲۰۰۴ خروج خود از مینستری را اعلام کرد. او اظهار داشت که عامل اصلی مرگ پدرش در حالی بود که گروه در حال پایان دادن به تور تابستانی خود در اروپا بود و همچنین اظهار داشت که زندگی خانوادگی او تمرکز اصلی او در آن زمان خاص بوده است. لوکاسین در سال ۲۰۱۳ اظهار داشت که یورگنسن بر سر مسائل مالی گروه با بارکر درگیر شد. یورگنسن مینستری را با مایک اسکاچیا و نوازندگان مختلف دیگر ادامه داد.

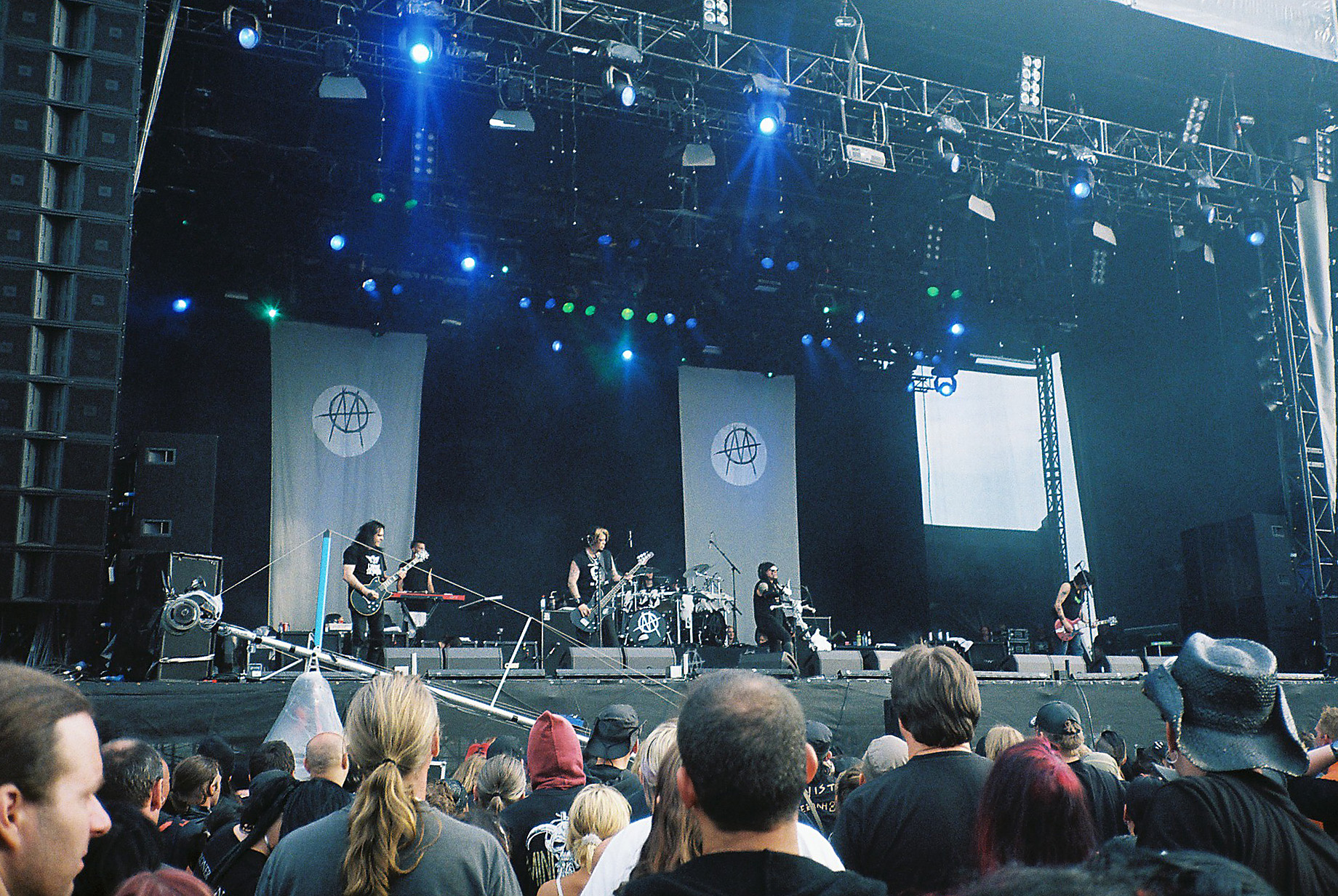
اجرای زندهٔ مینستری در جشنوارهٔ M'era Luna ۲۰۰۶ (هیلدسهایم، آلمان)

برای آلبوم بعدی مینستری، یورگنسن آهنگ «No W» را منتشر کرد که آهنگی انتقادی از ایالات متحدهٔ آن زمان بود. جورج دبلیو بوش رئیس‌جمهور آمریکا؛ یک نسخهٔ جایگزین از آهنگ در مجموعهٔ چند اجراکننده راک در برابر بوش، جلد ۱. ال‌پی بعدی، خانه‌های مول (۲۰۰۴)، حاوی صریح‌ترین اشعار سیاسی بود که یورگنسن تا به حال نوشته بود، با آهنگ‌هایی که نسبت به ضبط‌های قبلی زمخت‌تر پخش می‌شد و متال‌گراترین صدای دوران حرفه‌ای خود را به آلبوم داد. در سال ۲۰۰۶، گروه خون ریو گراند، یک ال‌پی را در ناشر 13th Planet Records خود یورگنسن منتشر کرد. با تامی ویکتور از گروه پرانگ و پل ریون از کیلینگ جوک، آلبوم دارای صدای ترش متال سنگین‌تری بود که با گروه اسلیر مقایسه می‌شد. تک‌آهنگ «Lieslieslies» نامزد جایزه گرمی برای بهترین اجرای متال در چهل و نهمین دورهٔ جوایز گرمی شد. این آهنگ به همراه آهنگ دیگری از آلبوم، «شیطان بزرگ» نیز به عنوان یک آهنگ محتوای قابل دانلود برای بازی ویدیویی راک بند ۲ در سال ۲۰۰۸ موجود است. در ژوئیه ۲۰۰۷، گروه ریو گراند دوبله را منتشر کرد، آلبومی که شامل ریمیکس‌هایی از آلبوم خون ریو گراند در سال ۲۰۰۶ بود.
آنچه یورگنسن انتظار داشت آلبوم «آخرین» مینستری باشد، آخرین مکنده در ۱۸ سپتامبر ۲۰۰۷ منتشر شد. پل ریون در ۲۰ اکتبر ۲۰۰۷، یک ماه و دو روز پس از انتشار آخرین مکنده درگذشت، مدت کوتاهی پس از ورود به اروپا برای شروع ضبط برای گروه اینداستریال فرانسوی Treponem Pal در نزدیکی مرز سوئیس، دچار حملهٔ قلبی آشکار شد.

### جدایی و انتشارات پس از مرگ (۲۰۱۱–۲۰۰۸)
یورگنسن ریمیکس و تهیه‌کنندهٔ کلیپ «تلخ» از Spyder Baby بود که توسط Blind Prophecy Records در اوایل سال ۲۰۰۸ منتشر شد. آهنگی با عنوان «کلیدهای شهر» که به آهنگ تم تیم حرفه‌ای هاکی روی یخ شیکاگو بلک هاکس تبدیل شد، در ۵ مارس ۲۰۰۸ منتشر شد. علاوه بر این تک‌آهنگ، دو آلبوم کاور/ریمیکس، پوشش (۱ آوریل ۲۰۰۸) و مخفی (۶ دسامبر ۲۰۱۰) منتشر شد. همهٔ این نسخه‌ها به مینستری و همدستان اعتبار داده می‌شوند، زیرا در آنها همکاری بین یورگنسن و سایر نوازندگان وجود دارد.
تور «خداحافظی» مینستری، «CU-LaTour»، مرحلهٔ آمریکای شمالی خود را در ۲۶ مارس ۲۰۰۸ با اجرای گروه مشوگا به عنوان مهمانان ویژه و گروه Hemlock به عنوان افتتاحیه آغاز کرد. آنها آخرین نمایش‌های آمریکای شمالی خود را در شیکاگو در ۱۰ و ۱۲ مه ۲۰۰۸ اجرا کردند. تاریخ پایانی مرحلهٔ بین‌المللی این تور در سه‌پایه در دوبلین، ایرلند در ۱۸ ژوئیه ۲۰۰۸ بود. در طول اجرا، یورگنسن بارها تأکید کرد که این آخرین نمایش مینستری خواهد بود. به دلیل تقاضای زیاد برای بلیط، یک کنسرت اضافی در سه‌پایه در ۱۹ ژوئیه ۲۰۰۸ اضافه شد. گروه دوباره در یک خانهٔ کامل نواخت. آخرین آهنگ مینستری در این برنامه (و ظاهراً آخرین اجرای زندهٔ آنها) اجرای نسخهٔ جلد تک‌آهنگی از لویی آرمسترانگ، «چه دنیای شگفتی» آنها بود.
آدیوس… پوتا مادرس، یک آلبوم زنده حاوی مطالب جمع‌آوری شده از تور است که در سال ۲۰۰۹ به صورت سی دی و دی وی دی منتشر شد.
یک فیلم مستند به نام فیکس: فیلم مینستری قرار بود در سال ۲۰۱۰ اکران شود. با این حال، تاریخ انتشار به اوایل سال ۲۰۱۱ عقب افتاد. در نهایت، در جشنوارهٔ بین‌المللی فیلم و موسیقی شیکاگو به نمایش درآمد. یورگنسن از فیلمساز، داگ فریل، به دلیل ناتوانی در اجرای بخشی از قرارداد که به یورگنسن برای برش نهایی فیلم تأیید شده بود، برای «هزاران دلار» شکایت کرد. این شکایت در ژوئیه ۲۰۱۱ منتفی شد. در ۲۱ ژوئیه، این فیلم به‌طور خصوصی در تئاتر موزیک باکس در لس آنجلس به نمایش درآمد.

### اتحاد مجدد، آلبوم بازگشت، مرگ مایک اسکاچیا و آلبوم از آبجو تا ابدیت (۲۰۱۵–۲۰۱۱)
در ۷ اوت ۲۰۱۱، مینستری اعلام کرد که گروه را اصلاح خواهند کرد و در فستیوال وکن اوپن ایر آلمان که قرار است در ۲ تا ۴ اوت ۲۰۱۲ برگزار شود، اجرا خواهند کرد. در ترکیب مجدد، آل یورگنسن خواننده، مایک اسکاچیا و تامی ویکتور گیتار، آرون روسی درامز، جان بچدل در کیبورد و تونی کامپوس در بیس حضور داشتند.
یورگنسن در اوت ۲۰۱۱ به مجلهٔ متال همر گفت مینستری در حال کار بر روی آلبوم جدیدی به نام بازگشت است که امیدوارند تا کریسمس منتشر شود. او در مورد صدای مطالب جدید توضیح داد: «فقط پنج آهنگ داریم که چند هفته گذشته گوش می‌دادم و واقعاً حال و حوصله نداشتم، فقط آن را به عنوان آهنگ در نظر می‌گرفتم. یک شوخی در ابتدا برای گذراندن زمان، اما [مایکی] در مورد آن غوغا می‌کند، رفیق، این در مورد بوش نیست، بنابراین … آن قسمت از بین رفته است من فکر می‌کنم این سریع‌ترین و سنگین‌ترین آلبومی است که تا به حال انجام داده‌ام. فقط به این دلیل که ما آن را به عنوان یک درمان ضددرمانی علیه موسیقی کانتری انجام دادیم، فقط روزها را مرخصی می‌گرفتیم و سریع‌تر از آنچه در مدت‌زمان انجام می‌دادم، سریع‌تر از مایکی در مدت‌زمان انجام می‌دادیم. او فقط یک تور با گروه Rigor Mortis را در مدت طولانی انجام داده است و گفت که در مقایسه با این موارد مینستری آسان است، بنابراین بی‌رحمانه خواهد بود و بسیاری از مردم را عصبانی می‌کند.»"
مینستری در وبگاه خود اعلام کرد که آنها در ۱ سپتامبر ۲۰۱۱ به همراه مهندس، سامی دی‌امبروسو برای شروع ضبط آلبوم جدید خود وارد استودیو شدند. در طول وب‌ساید سوم که شامل فیلم‌هایی از پشت صحنهٔ ساخت بازگشت بود، تاریخ انتشار ۲۳ مارس ۲۰۱۲ اعلام شد.
در ۲۳ دسامبر ۲۰۱۱، مینستری «۹۹ درصد» اولین تک‌آهنگ بازگشت را منتشر کرد و دو روز بعد شروع به پخش آن در صفحهٔ فیس بوک خود کرد. در ۲۴ فوریه ۲۰۱۲، مینستری دومین تک‌آهنگ «دوبار ضربه بزنید» را منتشر کرد که در شماره آوریل ۲۰۱۲ مجلهٔ متال همر گنجانده شد. در ۲۳ مارس ۲۰۱۲، بازگشت منتشر شد؛ [۸۸] با تور «دفیبریلاتور» پشتیبانی شد، تور کنسرتی که از ژوئن آن سال تا اوت ادامه داشت.
در ۲۳ دسامبر ۲۰۱۲، مایک اسکاچیا، نوازندهٔ گیتار بر اثر حمله قلبی روی صحنه، در حالی که با گروه دیگرش، Rigor Mortis، اجرا می‌کرد، درگذشت. در مصاحبه‌ای با شبکهٔ Noisey در مارس ۲۰۱۳، یورگنسن اعلام کرد که مینستری دوباره تجزیه خواهد شد و توضیح داد که او نمی‌خواهد بدون اسکاچیا ادامه دهد. او توضیح داد: «مایکی بهترین دوست من در جهان بود و مینستری بدون او وجود ندارد. اما می‌دانم که موسیقی‌هایی که در هفته‌های آخر زندگی او با هم ضبط کرده بودیم باید برای بزرگداشت او منتشر می‌شد؛ بنابراین پس از تشییع جنازهٔ او، خودم را در استودیوی خودم حبس کردم و آهنگ‌هایی را که ضبط کرده بودیم به بهترین و آخرین آلبومی که هر کسی تا به حال شنیده بود، تبدیل کردم.» این آلبوم با نام از آبجو تا ابدیت در ۶ سپتامبر ۲۰۱۳ منتشر شد. یورگنسن اظهار داشت که مینستری برای حمایت از آلبوم از آبجو تا ابدیت تور خواهد داشت، اما دیگر آلبومی را ضبط نخواهد کرد.

### آلبوم‌های آمریکانت و بهداشت اخلاقی (۲۰۲۲–۲۰۱۶)

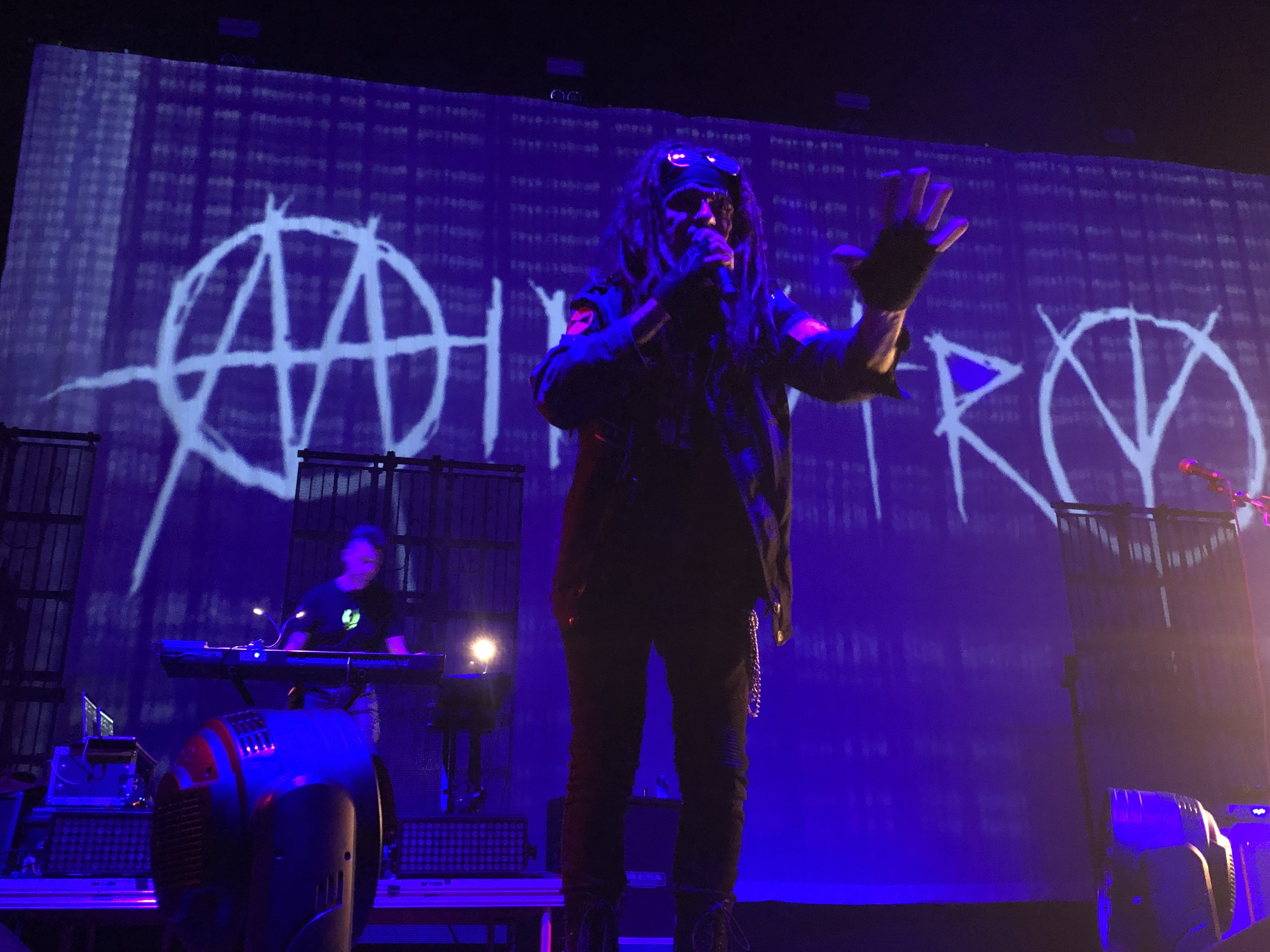
یورگنسن و بچدل (در پس‌زمینه) در حال اجرا با مینستری در سال ۲۰۱۹

در مصاحبه‌ای در آوریل ۲۱۰۶ با مجلهٔ آنلاین Loudwire، یورگنسن اظهار داشت که مینستری «از آبجو تا ابدیت» را «اگر شرایط مناسب باشد» پیگیری خواهد کرد. هنگامی که در ماه ژوئیه در مورد امکان آلبوم جدید سؤال شد، یورگنسن اظهار داشت: «وقتی [قبلا] از من پرسیده شد، پس از مرگ مایکی بود و تمام رسانه‌ها بلافاصله شروع به پرسیدن از من کردند که قرار است برای مینستری چه اتفاقی بیفتد. او حتی دفن هم نشده بود، فکر کردم، «لعنت به تو.» من واقعاً عصبانی و خشمگین بودم. گفتم: «لعنت به مینستری و لعنت به تو که می‌پرسی.» آنها می‌خواهند در مورد مینستری نظر بدهند که بهترین دوست من مرده است. اکنون بیش از دو سال است که من ایده‌های بیشتری به دست آورده‌ام و با مایکی آلبوم‌هایی ساخته‌ام و آنها را بدون او انجام داده‌ام. وقت آن است که یک ضبط دیگر منتشر کنیم. یک سری آهنگ در ذهنم نوشته شده بود. می‌خواستم قبل از اینکه مردم از من دربارهٔ تاریخ تور بپرسند، زمانی برای عزاداری داشته باشم. مریض بود من بمباران شدم و صندوق‌های ایمیل با عبارت [حالا چه کار خواهی کرد؟] پر شده بود. یه جورایی ترسناک بود.»
تا فوریه ۲۰۱۷، مینستری کار بر روی چهاردهمین آلبوم استودیویی خود، [۹۶] با نام آمریکانت را آغاز کرده بود. این آلبوم، که در ۹ مارس ۲۰۱۸ منتشر شد، شامل حضور مهمان، برتون سی. بل از گروه فیر فکتوری، پرنس عرب عضو سابق ان.دابلیو.ای، DJ Swamp و Lord of the Cello است. طی اجرای خود در Blackest of Black Fest در سیلورادو، کالیفرنیا در ماه مه ۲۰۱۷، مینستری اولین آهنگ خود را پس از چهار سال، «آنتی‌فا» منتشر کرد، که در آن زمان انتظار می‌رفت در آمریکانت ظاهر شود.
در مصاحبه‌ای در اکتبر ۲۰۱۸ با مجلهٔ بیلبورد، یورگنسن فاش کرد که کار روی مطالب جدید برای پانزدهمین آلبوم استودیویی مینستری را آغاز کرده است. او توضیح داد: «تا زمانی که ترامپ هنوز رئیس‌جمهور است، باید تا جایی که می‌توانم آلبوم تهیه کنم، و بعد چه کنم: آن آلبوم‌های مزخرفی را که وقتی دموکرات‌ها رئیس‌جمهور هستند، بنویسم؟» یک ماه بعد، گزارش‌های رسانه‌ها اشاره کردند که یورگنسن پس از ۱۵ سال دوباره با یکی از اعضای سابق پل بارکر ارتباط برقرار کرده است و اشاره می‌کند که ممکن است این دو بار دیگر در آلبوم مینستری آینده همکاری کنند.
در مصاحبه‌ای در سال ۲۰۱۹ با مجلهٔ Revolver، یورگنسن مجدداً تأیید کرد که از سال ۲۰۱۸ روی مطالب جدید کار می‌کرده است و فاش کرد که پل دامور (قبلاً از تول) را به عنوان نوازندهٔ بیس جدید مینستری استخدام کرده است. گروه - در کنار گروه پرایمس و فیل انسلمو - در آخرین مرحلهٔ خود برای گروه اسلیر در تور خداحافظی در آمریکای شمالی که در نوامبر ۲۰۱۹ برگزار شد، افتتاح شد.
در دسامبر ۲۰۱۹، گروه یک کتاب میز قهوه خوری تاریخ بصری با نام مینستری: تجویز را با نویسنده آرون تانر منتشر کرد.
در ژانویه ۲۰۲۰، مینستری اعلام کرد که «تور قدرت اینداستریال» در سال ۲۰۲۰ با درامر لندن می از گروه Samhain آغاز می‌شود که هر دو گروه KMFDM و Front Line Assembly به عنوان مهمان حضور خواهند داشت. این تور قرار بود از اول ژوئیه شروع شود و تا اوت ادامه یابد. در ماه مه ۲۰۲۰، گروه اعلام کرد که به دلیل دنیاگیری کووید-۱۹، تمام تاریخ‌های تور قدرت اینداستریال را تا سال ۲۰۲۱ به تعویق انداختند. تور ۲۵-تاریخ با KMFDM و Front Line Assembly قرار بود در مارس و آوریل ۲۰۲۱ برگزار شود. سفر بار دیگر به پاییز ۲۰۲۱ به تعویق افتاد، این بار با هلمت جایگزین KMFDM، که به دلیل محدودیت‌های ناشی از کووید در زادگاه خود آلمان، نتوانستند در تور شرکت کنند. در ۲۴ سپتامبر ۲۰۲۱، مینستری اعلام کرد که تور قدرت اینداستریال یک بار دیگر به دلیل بیماری همه‌گیر به تعویق افتاده است، به طوری که این تور قرار است در مارس و آوریل ۲۰۲۲ برگزار شود و گروه ملوینز و Corrosion of Conformity جایگزین Front Line Assembly و هلمت به عنوان مهمان ویژه شده‌اند.
در ۱۷ ژانویه ۲۰۲۰، مجلهٔ بیلبورد افشاگری در مورد نوازنده گیتار سین کویرین منتشر کرد که در آن گزارش‌هایی از رفتار ادعایی کویرین از جمله روابط جنسی با زنان زیر سن قانونی هنگام تور در سن آنتونیو، TX، پورتلند، OR، و تاکوما، WA، در اوایل دههٔ ۲۰۰۰ شرح داده شد. در مه ۲۰۲۱، کویرین از طریق فیس بوک اعلام کرد که مینستری را ترک می‌کند.
در ۲۴ آوریل ۲۰۲۰، یک ماه پس از درگذشت ریفلین، مینستری اولین آهنگ خود را پس از دو سال و نیم به نام «سطح هشدار» منتشر کرد، که انتظار می‌رفت در پانزدهمین آلبوم استودیویی گروه که در آن زمان قرار بود ظاهر شود.
در مه ۲۰۲۱، گروه اعلام کرد که روی مایورگا درامر دوباره به گروه ملحق شده است. در ۸ ژوئیه ۲۰۲۱، مینستری «مشکل خوب» را به عنوان اولین تک‌آهنگ آلبوم استودیویی خود بهداشت اخلاقی منتشر کرد که در ۱ اکتبر منتشر شد.

### هوپیوم برای توده‌ها و آلبوم‌های ادعایی آینده (۲۰۲۲–اکنون)
حدود دو هفته پس از انتشار بهداشت اخلاقی، یورگنسن فاش کرد که آلبوم دیگری از مینستری «تا ۸–۶ ماه دیگر منتشر خواهد شد.» در مصاحبه‌ای در مارس ۲۰۲۲ با متال اج، یورگنسن گفت که این آلبوم دارای صدایی به سبک آرنا راک خواهد بود، و او همچنین به آخرین آلبوم مینستری اشاره کرد. او ایدهٔ خود مبنی بر انحلال مینستری در سال ۲۰۲۳ را تکرار کرد و انتظار داشت آخرین مطالب مینستری ضبط مجدد اولین آلبوم آنها با همدردی باشد.
در اوایل سال ۲۰۲۳، مینستری یک تور با گری نومان و Front Line Assembly را اعلام کرد که از ۲۰ آوریل تا ۱۳ مه ۲۰۲۳ ادامه یافت. گروه در دو شب جلد آهنگ Ricky's Hand توسط Fad Gadget را با نومان اجرا کرد.
در آوریل ۲۰۲۳، گروه آهنگ جدیدی را با عنوان «لعنت به زباله‌های سفید» از آلبوم بعدی خود هوپیوم برای توده‌ها که قرار بود در ۴ اوت منتشر شود، به صورت زنده پخش کردند با این حال، اعلام شد که این آلبوم (با عنوان جدید هوپیوم‌برای‌توده‌ها) در تاریخ ۱ مارس ۲۰۲۴ منتشر خواهد شد.
در پاییز ۲۰۲۳، مینستری، همراه با گروه Filter، تور عجایب در رژه را با عنوان سر فصل برای آلیس کوپر و راب زامبی افتتاح کردند. این تور یک ماه طول کشید و از ۲۴ اوت ۲۰۲۳ تا ۲۴ سپتامبر ۲۰۲۳ به طول انجامید و از ۱۹ مکان در سراسر ایالات متحده و کانادا بازدید کرد. پس از پایان تور عجایب در رژه، مینستری اعلام کرد که با گری نومان و Front Line Assembly دوباره برای تور هوپیوم‌برای‌توده‌ها که در ۲۷ فوریه آغاز شد و در ۵ آوریل ۲۰۲۴ به پایان رسید، تور خواهند داشت.
در فوریه ۲۰۲۴، یورگنسن در مصاحبه‌ای با مجلهٔ آنلاین Loudwire تأیید کرد که مینستری بعد از انتشار نسخهٔ بعدی هوپیوم‌برای‌توده‌ها (که شامل بارکر نیز می‌شود)، مینستری دیگر آلبومی منتشر نخواهد کرد یا به عنوان یک گروه ادامه نخواهد داد، و اعلام کرد: «من فکر می‌کنم زمان خوبی برای توقف است.» گروه در ژوئن ۲۰۲۴ وارد استودیو شد تا کار بر روی هفدهمین آلبوم استودیویی خود را آغاز کند و در همان ماه اعلام کرد که ۲۱ سال پس از ترک پل بارکر، نوازنده چند ساز، دوباره گرد هم می‌آیند.

## هنرمندی
آزمایش، تنوع سبکی و تغییرات مینستری در طی کارش از چندین ژانر موسیقی عامه پسند می‌گذرد. زیرژانرهای آلترناتیو راک مانند اینداستریال راک و اینداستریال متال اصطلاحاتی هستند که عمدتاً برای توصیف حرفهٔ گروه به‌طور کلی استفاده می‌شوند. مینستری در بسیاری از ژانرهای دیگر طبقه‌بندی شده است، از جمله EBM/اینداستریال دنس، الکترونیک راک، هارد راک، هوی متال، اسپید متال، ترش متال، و الکترو اینداستریال؛ خروجی اولیهٔ آنها به عنوان موج نو، سینث پاپ، دنس پاپ، رقص الکترونیک، و دارک ویو طبقه‌بندی شده است. در شمارهٔ آوریل ۱۹۸۹ مجلهٔ اسپین، نویسنده‌ای به نام مایکل کورکوران گروه را «اینداستریال دیسکو» نامید. در سال ۱۹۹۴، نویسنده سایمون گلیکمن نیز از این اصطلاح استفاده کرد. استیو هیوی از آل‌میوزیک بیان می‌کند که قبل از محبوبیت ناین اینچ نیلز، «مینستری بیش از هر گروه دیگری برای رایج کردن موسیقی اینداستریال دنس، تزریق مقادیر زیادی از تهاجمی پانکی، بیش از حد و گیتار هوی متال خروشان انجام داد. ریف‌هایی که به موسیقی آن‌ها کمک می‌کردند در میان مخاطبان متال و آلترناتیو خارج از پایگاه طرفداران فرقهٔ اینداستریال محبوبیت پیدا کنند.» علیرغم توصیفات مکرر موسیقی گروه به عنوان اینداستریال، یورگنسن استفاده از این برچسب را در چندین نشریه از اوایل دههٔ ۱۹۹۰ به چالش کشید و ترجیح داد سبک خود را به عنوان «aggro» معرفی کند، و بعداً «industrious».
علیرغم بیزاری یورگنسن از تور، مینستری به خاطر اجرای زندهٔ آنها، شامل نسخه‌های گستردهٔ ترانه‌ها (همان‌طور که در مورد در صورتی که دوست نداشتید ظاهر شوید نشان داده شده است) و تصاویر بصری آزاردهنده مورد توجه قرار می‌گیرد. ام تی وی همچنین گروه را به عنوان یک اثر تأثیرگذار هوی متال شناخت و استفاده از نمونه برداری در دوران اوج آنها را برجسته کرد. مجلهٔ آلترناتیو پرس مینستری را در فهرست ۱۰۰ الهام بخش زیرزمینی ۲۰ سال گذشته خود در سال ۱۹۹۶ قرار داد و اظهار داشت که آنها «متال، سمپل‌ها، سینث‌ها و صدای ۱۰۰ مایل در ساعت پارانویای شهری را ادغام کردند، آنها تقریباً موسیقی اینداستریال همان‌طور که ما می‌شناسیم ایجاد کردند.» یورگنسن در سال ۲۰۰۸ فاش کرد که موسیقی مینستری بیشتر بر روی Drop D تن گیتار و تنظیم استاندارد E است.

## پروژه‌های مرتبط
یورگنسن، با هم گروه‌های سابق و فعلی، علاوه بر مینستری، در تعدادی از پروژه‌های موسیقی فعال بوده است. مهم‌ترین آنها گروه Revolting Cocks بود که توسط یورگنسن، ریچارد ۲۳ و لوک ون آکر در طول تور مینستری و Front 242 در سال ۱۹۸۴ تأسیس شد. از زمان تشکیل، گروه چندین ضبط منتشر کرده است و تغییرات زیادی در ترکیب داشته است. 1000 Homo DJs، پروژه‌ای با هدف خروج از سرزمین تجاوز و عسل و ذهن…، جلدی از آهنگ «سوپرنات» از گروه بلک سبث را ضبط کرده است که در آن رهبر گروه ناین اینچ نیلز و یک بار عضو Revolting Cocks در تور ترنت رزنر حضور دارند. PTP، پروژه‌ای که توسط یورگنسن و بارکر رهبری می‌شد، در یک موقعیت از نیویک اوگر و در مورد دیگر از کانلی کمک گرفت و به‌ویژه آهنگ «ستون فقراتت را به من نشان بده» را در فیلم پلیس آهنی پل ورهوفن در سال ۱۹۸۷ ارائه کرد. پروژه‌های قابل توجه دیگر عبارتند از ترانهٔ سرسطل با ایان مکای از گروه ماینر ترت و فوگازی، Lard با جلو بیافرا خوانندهٔ سابق دد کنیدایز، و Acid Horse با اعضای کاباره ولتر، ریچارد اچ کرک و استفان مالیندر. Buck Satan and the 666 Shooters، یک پروژهٔ کانتری به رهبری یورگنسن، تنها آلبوم دوچرخه‌سواران به خانم‌ها رایگان می‌نوشند را در سال ۲۰۱۲ از طریق سیزدهم پلنت رکوردز منتشر کرد. Surgical Meth Machine، یک پروژهٔ اسپید متال که در اصل به نوازندهٔ گیتار، مایک اسکاچیا تقدیم شد.
بارکر چندین ضبط انفرادی را با نام‌های مختلف منتشر کرده است، از جمله سن عقل و جوجه‌ها و سرعت: آینده‌نگری به عنوان Lead into Gold در سال ۱۹۹۰، جفت کامل به عنوان Flowering Blight در سال ۲۰۰۸، و فیکس این!!!، موسیقی متن فیلم فیکس: فیلم مینستری به نام خودش در سال ۲۰۱۲. در طول دههٔ ۲۰۰۰، بارکر Pink Anvil را با مکس برودی و گروه USSA را با نوازندهٔ گیتار گروه Jesus Lizard، دوان دنیسون تشکیل داد. برودی و اسکاچیا نیز مطالبی را به عنوان Goobersmoochers از طریق وبگاه بندکمپ برودی منتشر کرده‌اند.

## اعضا

### اعضای فعلی
- آل یورگنسن – خوانندهٔ اصلی • گیتار • کیبورد • برنامه‌نویسی • سازدهنی • تولید (۱۹۸۱–اکنون)
- جان بچدل – کیبورد (۲۰۰۸–۲۰۰۶، ۲۰۱۱–اکنون)
- مونته پیتمن – گیتار • بک خواننده (۲۰۱۴، ۲۰۲۱–اکنون)
- سزار سوتو – گیتار • بک خواننده (۲۰۱۵–اکنون)
- روی مایورگا – درامز (۲۰۱۷–۲۰۱۶، ۲۰۲۱–اکنون)
- پل دامور – بیس (۲۰۱۹–اکنون)

### اعضای پیشین
- استفن جورج – درامز • سازهای کوبه‌ای (۱۹۸۴–۱۹۸۱)
- رابرت رابرتز – کیبورد • بک خواننده (۱۹۸۳–۱۹۸۱)
- جان دیویس – کیبورد • بک خواننده (۱۹۸۲–۱۹۸۱)، درگذشت ۲۰۰۵
- مارتین سورنسون – بیس (۱۹۸۲–۱۹۸۱)
- براد هالز – بیس (۱۹۸۴–۱۹۸۳)
- پل بارکر – بیس • کیبورد • برنامه‌نویسی • تولید • خواننده • گیتار (۲۰۰۳–۱۹۸۶، ۲۰۰۴–اکنون)
- ویلیام «بیل» ریفلین – درامز • بک خواننده • کیبورد • گیتار (۱۹۹۴–۱۹۸۶)، درگذشت ۲۰۲۰
- مایک اسکاچیا – گیتار • بک خواننده • بیس (۱۹۹۵–۱۹۸۹، ۲۰۰۶–۲۰۰۳، ۲۰۱۲–۲۰۱۱) درگذشت ۲۰۱۲
- لوئیس اسکرول – گیتار (۱۹۹۹–۱۹۹۲، ۲۰۰۳)
- دوان بافورد – کیبورد • برنامه‌نویسی (۱۹۹۹–۱۹۹۴)
- ری واشام – درامز (۱۹۹۹–۱۹۹۴، ۲۰۰۳)
- زلاتکو هوکیچ – گیتار (۱۹۹۹–۱۹۹۶)
- مکس برودی – ساکسیفون و بک خواننده (۲۰۰۱–۱۹۹۹)، درامز • سازهای کوبه‌ای و برنامه‌نویسی (۲۰۰۴–۲۰۰۱)
- جان مونته – بیس • بک خواننده (۲۰۰۴)
- مارک بیکر – درامز • سازهای کوبه‌ای • بک خواننده (۲۰۰۵–۲۰۰۴)
- تامی ویکتور – گیتار • بک خواننده • بیس (۲۰۰۸–۲۰۰۵، ۲۰۱۲–۲۰۱۱)
- پل ریون – بیس • کیبورد • بک خواننده • گیتار • برنامه‌نویسی (۲۰۰۷–۲۰۰۵)، درگذشت ۲۰۰۷
- سین کویرین – گیتار • بیس • کیبورد (۲۰۰۸–۲۰۰۷، ۲۰۲۱–۲۰۱۲)
- تونی کامپوس – بیس • بک خواننده (۲۰۰۸، ۲۰۱۵–۲۰۱۱، ۲۰۱۹–۲۰۱۷)
- آرون روسی – درامز (۲۰۰۸، ۲۰۱۶–۲۰۱۱)
- جیسون کریستوفر – بیس • بک خواننده (۲۰۱۷–۲۰۱۶)
- درک آبرامز – درامز (۲۰۱۹–۲۰۱۷)
- دی‌جی سوامپ – ترن تیبلز (۲۰۱۸–۲۰۱۷)
- لندن می – درامز (۲۰۲۱–۲۰۲۰)

### نوازندگان دیگر/تور
- پل تیلور – کیبورد (۱۹۸۱)
- آدری استانزلر – خواننده (۱۹۸۲–۱۹۸۱)
- شی جونز – خواننده (۱۹۸۳–۱۹۸۲)
- ایوان گیج – خواننده (۱۹۸۴–۱۹۸۳، ۱۹۹۹)
- مارک پوتیر – کیبورد • بک خواننده (۱۹۸۳)
- داگ چمبرلین – کیبورد • بک خواننده (۱۹۸۴–۱۹۸۳)
- پتی یورگنسن – کیبورد • بک خواننده (۱۹۸۴)
- جان سوروکا – کیبورد • بک خواننده • سازهای کوبه‌ای (۱۹۸۴)
- رولند بارکر – ساکسیفون (۱۹۸۶)، کیبورد (۱۹۹۳–۱۹۹۲)
- سارولتا دی فالتای – کیبورد • بک خواننده (۱۹۸۶)
- سارولتا دی فالتای – کیبورد • بک خواننده (۱۹۸۶)
- مارستون دیلی – کیبورد (۱۹۸۷)
- جف وارد – درامز • بک خواننده (۱۹۸۸)، درگذشت ۱۹۹۳
- ویلیام تاکر – گیتار (۱۹۹۰–۱۹۸۹)، درگذشت ۱۹۹۹
- تری رابرتز – گیتار • بک خواننده (۱۹۹۰–۱۹۸۹)
- مارتین اتکینز – درامز (۱۹۹۰–۱۹۸۹)
- نیوک اوگر – کیبورد • گیتار • خواننده (۱۹۹۰–۱۹۸۹)
- جو کلی – خواننده (۱۹۹۰–۱۹۸۹)
- کریس کانلی – کیبورد (۱۹۹۰–۱۹۸۹)، خواننده (۱۹۹۳–۱۹۹۲)
- مایکل بالچ – کیبورد • برنامه‌نویسی (۱۹۹۲–۱۹۹۱)
- مارکو نئوس – خواننده (۱۹۹۲)
- میشل باسین – گیتار (۱۹۹۲)
- سام لادویگ – گیتار (۱۹۹۲)
- کیسی اور – بیس • کیبورد (۱۹۹۲، ۲۰۱۲)
- دارل جیمز – کیبورد (۲۰۰۴–۲۰۰۳)
- تیا اسپراکت – درامز (۲۰۰۳)، درگذشت ۲۰۱۷
- ادی گارسیا – بیس (۲۰۰۴)
- ریک والس – گیتار (۲۰۰۴)
- جوی جوردیسون – درامز (۲۰۰۶)، درگذشت ۲۰۲۱
- برتون سی. بل – خواننده (۲۰۰۸، ۲۰۱۸)
- توماس هولتگرو – درامز (۲۰۱۷)

## ترانه‌شناسی

### آلبوم‌های استودیویی
- با همدردی (۱۹۸۳) With Sympathy
- توییچ Twitch (۱۹۸۶)
- سرزمین تجاوز و عسل (۱۹۸۸) The Land of Rape and Honey
- ذهن یک چیز وحشتناک برای طعم دادن است (۱۹۸۹) The Mind Is a Terrible Thing to Taste
- مزمور ۶۹ ΚΕΦΑΛΗΞΘ (۱۹۹۲)
- خوک کثیف (۱۹۹۶) Filth Pig
- سمت تاریک قاشق (۱۹۹۹) Dark Side of the Spoon
- آنیموزیتزومینا Animositisomina (۲۰۰۳)
- خانه‌های مول Houses of the Molé (۲۰۰۴)
- خون ریو گراند (۲۰۰۶) Rio Grande Blood
- آخرین مکنده (۲۰۰۷) The Last Sucker
- بازگشت (۲۰۱۲) Relapse
- از آبجو تا ابدیت (۲۰۱۳) From Beer to Eternity
- آمریکانت AmeriKKKant (۲۰۱۸)
- بهداشت اخلاقی (۲۰۲۱) Moral Hygiene
- هوپیوم‌برای‌توده‌ها Hopiumforthemasses (۲۰۲۴)

### تورها
- تور با همدردی، ۱۹۸۳
- واکس تراکس! تور مجردی، ۱۹۸۴
- تور توییچ، ۱۹۸۷–۱۹۸۶
- تور سرزمین تجاوز و عسل، ۱۹۸۸
- تور ذهن، ۱۹۹۰–۱۹۸۹
- لولاپالوزا ۱۹۹۲
- تور مزمور ۶۹، ۱۹۹۴–۱۹۹۲
- روز بزرگ، ۱۹۹۵
- اسفنکتور، ۱۹۹۶
- ClitourUS، ۱۹۹۹
- Fornicatour، ۲۰۰۳
- تور اویل دائر، ۲۰۰۵–۲۰۰۴
- MasterBaTour، ۲۰۰۶
- CU-LaTour، ۲۰۰۸
- DeFiBriLaTouR / Relapse Tour، ۲۰۱۲
- تور از آبجو تا ابدیت، ۲۰۱۵
- Death Grips and Ministry Tour US ۲۰۱۷
- تور آمریکانت، ۲۰۱۸
- تور تابستانی اتحادیهٔ اروپا/انگلیس، ۲۰۱۹
- تور خداحافظی نهایی اسلیر با پرایمس و فیل انسلمو، ۲۰۱۹
- تور قدرت اینداستریال، ۲۰۲۲ (در ابتدا قرار بود در تابستان ۲۰۲۰ برگزار شود، بعداً به پاییز ۲۰۲۱ و سپس بهار ۲۰۲۲ به دلیل کووید ۱۹ برنامه‌ریزی شد)
- تور بهداشت اخلاقی، ۲۰۲۲
- تور مونتاژ مینستری، گری نومان و Front Line Assembly ۲۰۲۳
- تور عجایب در رژه، ۲۰۲۴ با راب زامبی و آلیس کوپر و Filter.